# 1908년 하계 올림픽 수구
1908년 하계 올림픽 수구는 영국 런던에서 개최된 1908년 하계 올림픽의 경기 종목이다. 1908년 7월 15일부터 7월 22일까지 화이트시티 스타디움 내부 가설 수영장에서 열렸으며, 4개국 28명의 선수가 참가하였다.
경기 결과 영국팀이 금메달을, 벨기에팀이 은메달을, 스웨덴팀이 동메달을 차지하였으며 네덜란드팀은 4위에 머물렀다.

## 참가 선수

### 벨기에

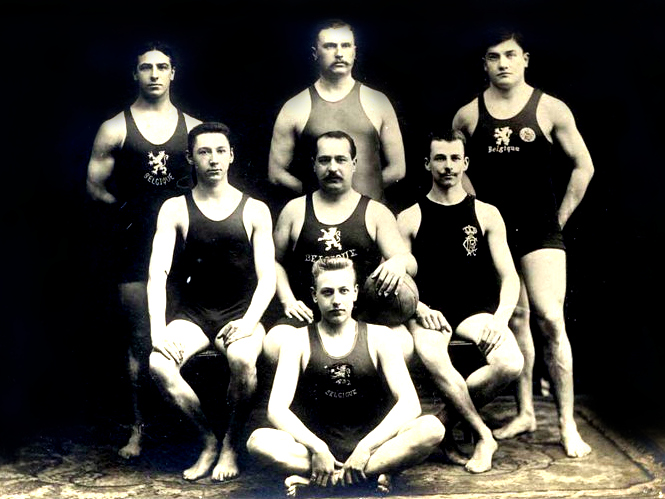
벨기에팀

- 빅토르 부앵
- 헤르만 도너르스
- 페르낭 페야에르 (주장)
- 오스카르 그레구아르
- 헤르만 메이봄
- 알베르 미샹 (골키퍼)
- 요섭 플레팅크스

### 영국
- 조지 코닛
- 찰스 포시스
- 조지 네빈슨
- 폴 라드밀로비치
- 찰스 시드니 스미스 (골키퍼, 주장)
- 토머스 톨드
- 조지 윌킨슨

### 네덜란드
- 바우커 베넹아
- 요한 코르틀레버르
- 얀 휠스빗
- 에뒤아르트 메이여르
- 카럴 메이여르
- 핏 옴스
- 요한 륄 (골키퍼)

### 스웨덴
- 로베르트 안데르손
- 에리크 베리발
- 폰투스 한손 (주장)
- 하랄드 율린
- 토르스텐 쿰펠트
- 악셀 룬스트룀
- 군나르 벤네르스트룀

## 경기 결과
|  | 8강전      | 8강전      |          |   | 준결승전 | 준결승전 |  |  | 결승 | 결승 |
|  |            |            |          |   |          |          |  |  |      |      |
|  | 7월 15일   |            |          |   |          |          |  |  |      |      |
|  |            |            |          |   |          |          |  |  |      |      |
|  | 벨기에     | 8          |          |   |          |          |  |  |      |      |
|  | 벨기에     | 8          | 8월 20일 |   |          |          |  |  |      |      |
|  | 네덜란드   | 1          |          |   |          |          |  |  |      |      |
|  | 네덜란드   | 1          | 벨기에   | 8 |          |          |  |  |      |      |
|  |            |            | 벨기에   | 8 |          |          |  |  |      |      |
|  |            | 스웨덴     | 4        |   |          |          |  |  |      |      |
|  | 스웨덴     | 스웨덴     | 4        | - |          |          |  |  |      |      |
|  | 스웨덴     |            | 8월 22일 | - |          |          |  |  |      |      |
|  | 헝가리     | 기권       |          |   |          |          |  |  |      |      |
|  | 헝가리     | 기권       | 벨기에   | 2 |          |          |  |  |      |      |
|  |            |            | 벨기에   | 2 |          |          |  |  |      |      |
|  |            | 영국       | 9        |   |          |          |  |  |      |      |
|  | 영국       | 영국       | 9        |   |          |          |  |  |      |      |
|  |            |            |          |   |          |          |  |  |      |      |
|  | 부전승     |            |          |   |          |          |  |  |      |      |
|  | 영국       | -          |          |   |          |          |  |  |      |      |
|  | 영국       | -          |          |   |          |          |  |  |      |      |
|  |            | 오스트리아 | 기권     |   |          |          |  |  |      |      |
|  | 오스트리아 | 오스트리아 | 기권     |   |          |          |  |  |      |      |
|  |            |            |          |   |          |          |  |  |      |      |
|  | 부전승     |            |          |   |          |          |  |  |      |      |
|  |            |            |          |   |          |          |  |  |      |      |

### 1차전
1차전은 벨기에와 네덜란드 간의 경기만 치러졌다. 영국, 스웨덴, 오스트리아는 부전승 처리되었으나 오스트리아는 조추첨 이후 경기를 포기하였다.
| 1908년 7월 15일 | 벨기에                | 8 – 1 | 네덜란드     |  |
| 1908년 7월 15일 | 페야에르 6 도너르스 1 | 득점  | 플레팅크스 1 |  |

### 2차전
오스트리아가 기권하면서 영국팀은 결승전으로 직행하게 되었으며 그 상대를 놓고 벨기에팀과 스웨덴팀이 경기를 벌여 벨기에팀이 승리했다.
| 1908년 7월 20일 | 벨기에                | 8 – 4 | 스웨덴            |  |
| 1908년 7월 20일 | 그레구아르 3 메이봄 2 | 득점  | 한손 3 안데르손 1 |  |

### 결승전
영국팀이 처음으로 경기에 나서 벨기에팀과 승부를 벌였으며 우승을 차지하였다.
| 1908년 7월 22일 | 벨기에                  | 2 – 9 | 영국                             |  |
| 1908년 7월 22일 | 페야에르 1 그레구아르 1 | 득점  | 윌킨슨 4 포시스 3 라드밀로비치 2 |  |

### 최종순위
| 순위 | 국가     | 경기수 | 승리 | 패배 | 무승부 | 득점 | 실점 | 점수차 | 포인트 |
| ---- | -------- | ------ | ---- | ---- | ------ | ---- | ---- | ------ | ------ |
| 1    | 영국     | 1      | 1    | 0    | 0      | 9    | 2    | + 7    | 2      |
| 2    | 벨기에   | 3      | 2    | 0    | 1      | 18   | 14   | + 4    | 4      |
| 3    | 스웨덴   | 1      | 0    | 0    | 1      | 4    | 8    | - 4    | 0      |
| 4    | 네덜란드 | 1      | 0    | 0    | 1      | 1    | 8    | - 7    | 0      |

### 다득점 순위
이번 대회 3경기 동안 11명의 선수가 득점에 성공하였으며 그 가운데 벨기에 선수가 5명이었다. 벨기에 주장 페르낭 페야에르가 3경기 모두 득점하는 동시에 8골을 기록하여 1위로 올라섰으며, 특히 1차전 네덜란드전에서만 6골을 기록하였다.
| 순위 | 선수                | 국가     | 득점 |
| ---- | ------------------- | -------- | ---- |
| 1    | 페르낭 페야에르     | 벨기에   | 8    |
| 2    | 오스카르 그레구아르 | 벨기에   | 4    |
| 2    | 조지 윌킨슨         | 영국     | 4    |
| 4    | 찰스 포시스         | 영국     | 3    |
| 4    | 폰투스 한손         | 스웨덴   | 3    |
| 4    | 요섭 플레팅크스     | 벨기에   | 3    |
| 7    | 헤르만 메이봄       | 벨기에   | 2    |
| 7    | 라드밀로비치        | 영국     | 2    |
| 9    | 로베르트 안데르손   | 스웨덴   | 1    |
| 9    | 헤르만 도너르스     | 벨기에   | 1    |
| 9    | 카럴 메이여르       | 네덜란드 | 1    |

## 메달리스트
| 금 | 은 | 동 |
| 영국 (GBR) · 조지 코닛 · 찰스 포시스 · 조지 네빈슨 · 폴 라드밀로비치 · 찰스 시드니 스미스 · 토머스 톨드 · 조지 윌킨슨 | 벨기에 (BEL) · 빅토르 부앵 · 헤르만 도너르스 · 페르낭 페야에르 · 오스카르 그레구아르 · 헤르만 메이봄 · 알베르 미샹 · 요섭 플레팅크스 | 스웨덴 (SWE) · 로베르트 안데르손 · 에리크 베리발 · 폰투스 한손 · 하랄드 율린 · 토르스텐 쿰펠트 · 악셀 룬스트룀 · 군나르 벤네르스트룀 |

### 메달 집계
| 순위 | 국가     | 금 | 은 | 동 | 합계 |
| 1    | 영국     | 1  | 0  | 0  | 1    |
| 2    | 벨기에   | 0  | 1  | 0  | 1    |
| 3    | 스웨덴   | 0  | 0  | 1  | 1    |
|      |          |    |    |    |      |
| —    | 네덜란드 | 0  | 0  | 0  | 0    |

## 참고 자료
- 국제 올림픽 위원회 메달리스트 데이터베이스 (영어)
- 국제 올림픽 위원회 - 1908년 하계 올림픽 수구 경기 결과 (영어)
- “Water Polo at the 1908 London Summer Games”. sports-reference.com. 2016년 7월 20일에 원본 문서에서 보존된 문서. 2014년 3월 2일에 확인함. (영어)
- De Wael, Herman. “Herman's Full Olympians: "Boxing 1908".”. 2016년 3월 5일에 원본 문서에서 보존된 문서. 2018년 11월 30일에 확인함. (영어)
- Cook, Theodore Andrea (1908). 《The Fourth Olympiad, Being the Official Report》. London: British Olympic Association.